# Derafsch-e Kaviani

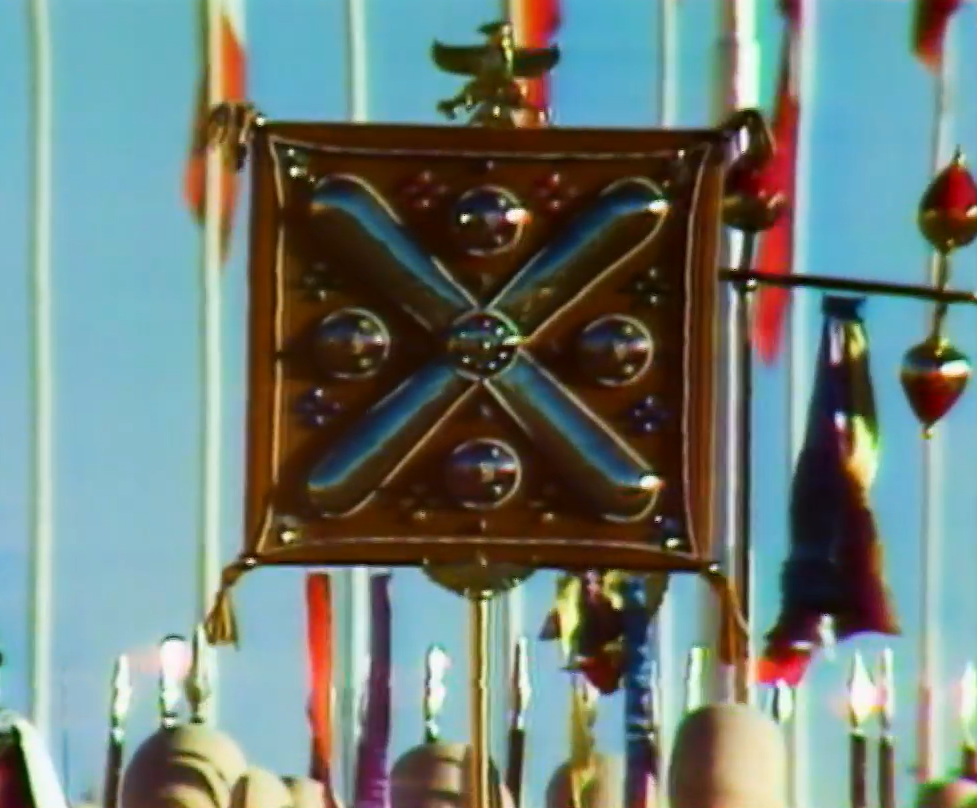
Das Derafsch-e Kaviani

Das Derafsch-e Kaviani (mittelpersisch Drafš-e Kāviyān; neu-persisch درفش کاویانی, DMG Derafš-e Kāviyānī) war die legendäre Standarte der Sassanidenherrscher. Das Banner wurde manchmal auch „Standarte von Dschamschid“ (درفش جمشيد, DMG Derafš-e Ǧamšīd), „Standarte von Fereydun“ (درفش فريدون, DMG Derafš-e Fereydūn) oder „königliche Standarte“ (درفش كئى, DMG Derafš-e ke’ī) genannt.
Der Name Drafš-e Kāviyānī bedeutet „Standarte der Kay“ (d. h. kavis „Könige“) oder „von Kāveh“.

## Legende
Die zweite Bedeutung bezieht sich auf eine iranische Legende, in der das Derafsch-e Kāviān das Banner eines zum Helden erhobenen Schmiedes namens Kāva (modernes Persisch: Kāve) ist. Dieser führte angeblich eine Revolte gegen einen Fremdherrscher namens Dahāg (modernes Persisch: Żaḥāk) an. Das Epos Schāhnāme aus dem 10. Jahrhundert greift Zahhak als bösartigen Araber wieder auf, gegen den Kāveh die Menschen zu den Waffen ruft und dabei seine an einem Speer befestigte Schürze als Banner benutzt. Nachdem der Krieg gewonnen werden konnte, dekorierte das Volk die Schürze mit Juwelen und das Banner wurde zum Symbol für iranische Unabhängigkeit und Widerstand gegen Fremdherrschaft.

## Sassanidische Standarte
Es gibt keine direkte Erwähnungen der Derafsch-e Kāviān aus der achämenidischen oder parthischen Periode Irans. In der späten sassanidischen Periode (224–651 n. Chr.) wurde das Derafsch-e Kāviān zum Symbol der sassanidischen Dynastie. Es repräsentierte den sassanidischen Staat – Ērānšāhr, das „Iranische Reich“ – (Eran Schahr, von altiranisch xšaθra („Macht, Reich“), bedeutet arisches Reich auf Mittelpersisch) und kann deshalb als erste Nationalflagge Irans gelten. Das Banner trug einen Stern (den akhtar) auf purpurnem Grund, war mit Juwelen besetzt und hatte flatternde rote, goldene und purpurne Wimpel. Der Begriff achtar bedeutet auch „Glück“, weshalb der Verlust der Standarte in der Schlacht auch als Verlust des Schlachtenglücks gesehen wurde. Nach der Niederlage der Sassaniden in der Schlacht von Kadesia gegen die muslimischen Araber wurde die sassanidische Flagge von einem gewissen Zerar bin Kattab gerettet, der dafür 30.000 Dinare vom Kalifen erhielt. Nachdem sie ihrer Juwelen beraubt worden war, soll Kalif Umar ibn al-Chattab die Standarte verbrannt haben.

Zeichnung eines Derafsch-e Kaviani

Als Symbol des Sassanidenreiches war das Derafsch-e Kāviān unwiderruflich an Ērānšāhr und die iranische Nationalität gebunden. Daher, als 867 Ya'qub-i Laith aus der Saffariden-Dynastie das Erbe der Sassanidenherrscher für sich beanspruchte um deren „Glanz wiederzubeleben“, besagte ein in seinem Namen an den abbasidischen Kalifen geschriebenes Gedicht: „Ich reite unter dem Derafsch-e Kāviān, mit dessen Hilfe ich die Nationen beherrschen will.“ Es gibt allerdings keine Hinweise, dass Ya'qub-i Laith jemals eine solche Flagge in Auftrag gegeben hat. Trotzdem blieben Sterne in der Gegend Irans ein beliebtes Wappenzeichen, bis sie später vom Löwe und Sonnen-Symbol (Šir o Xoršid) verdrängt wurden. 

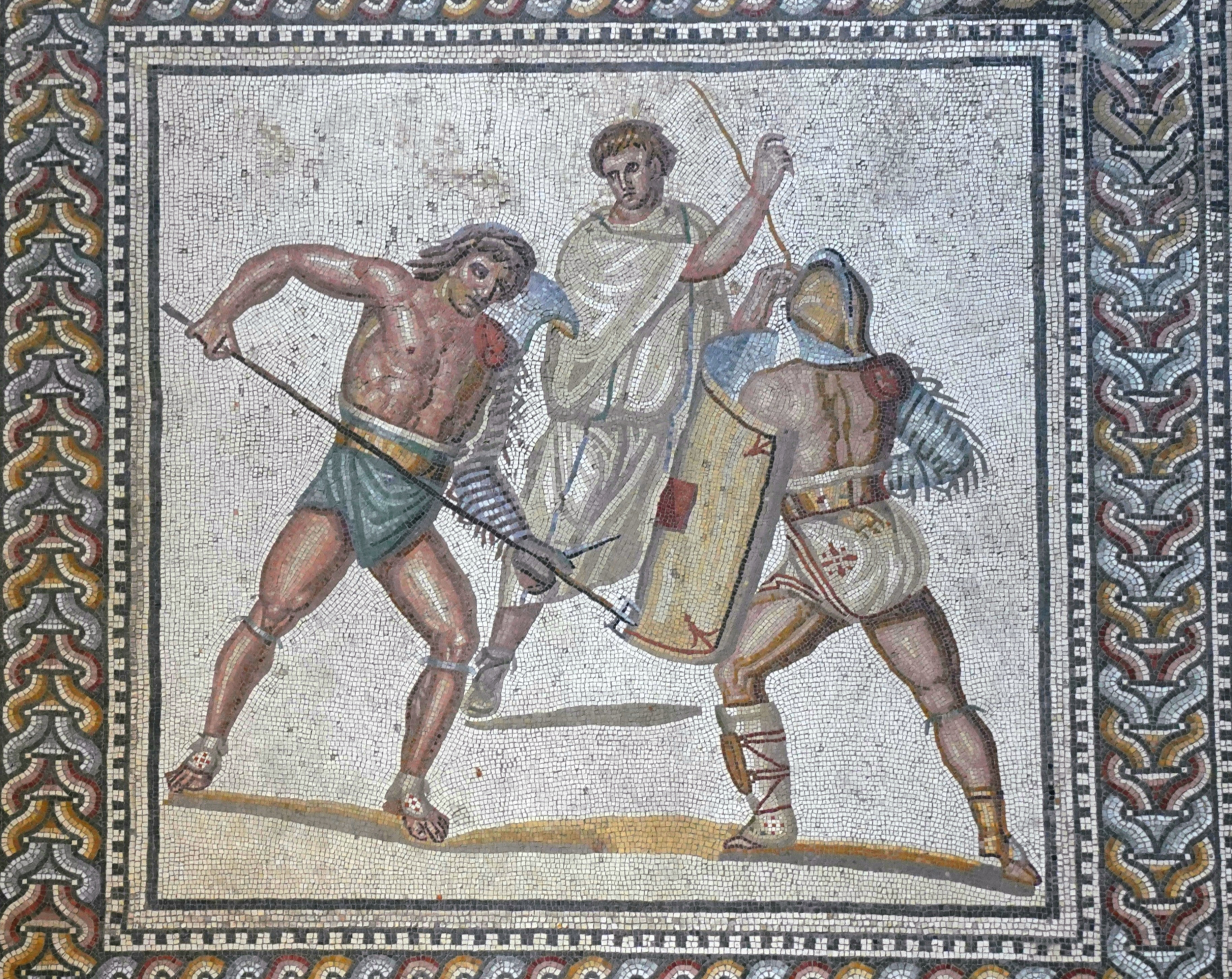
Dem Symbol des Derafsch-e Kaviani ähnliches Symbol auf einem Muraikike-Gemälde in einer römischen Villa gefunden (Gladiator mit einem Schild auf der rechten Seite des Bildes)

Das Symbol ist auch auf einem Muraikike-Gemälde zu sehen.